# Boquerón
Boquerón je jedan od 17 okruga u Paragvaju. Središte okruga je u gradu Filadelfiju.

## Zemljopis
Okrug se nalazi na sjeverozapadu Paragvaja na granici s Argentinom i Bolivijom. Boquerón se proteže na 91.669 km² te je najveći paragvajski okrug.

## Stanovništvo
Prema podacima iz 2002. godine u okrugu živi 45.617 stanovnika dok je prosječna gustoća naseljenosti 0,5 stanovnika na km². Najveća naselja su Filadelfia (7.750 stanovnika), Loma Plata (6.500), Yalve Sanga (4.200), Mariscal Estigarribia (2.000), Neu-Halbstadt (720) i Choferes del Chaco (600).

## Administrativna podjela
Okrug je podjeljan na tri distrikta:
1. Filadelfia
2. Loma Plata
3. Mariscal Estigarribia